# رادنی ای گرانت
رادنی ای گرانت (انگلیسی: Rodney A. Grant؛ زادهٔ ۹ مارس ۱۹۵۹) یک هنرپیشه اهل ایالات متحده آمریکا است.
از فیلم‌ها یا برنامه‌های تلویزیونی که وی در آن نقش داشته است می‌توان به رقصنده با گرگ‌ها، غرب وحشی وحشی، ارواح مریخ، جرونیمو: یک افسانه آمریکایی اشاره کرد.